# Юрканлу
Юрканлу (перс. یورقانلو) — село в Ірані, входить до складу дехестану Ровзех-Чай у Центральному бахші шахрестану Урмія провінції Західний Азербайджан.